# Hertha Wambacher
Hertha Wambacher (* 9. März 1903 in Wien, Österreich-Ungarn; † 25. April 1950 ebenda) war eine österreichische Physikerin.
Nach ihrer Matura am Mädchengymnasium des Vereins für Erweiterte Frauenbildung (Rahlgasse) im Jahr 1922 studierte Hertha Wambacher an der Universität Wien zunächst Chemie, später Physik.
Wambachers Dissertation am 2. Physikalischen Institut wurde von Marietta Blau betreut, mit der Wambacher auch nach ihrer Promotion 1932 zusammenarbeitete. Die Kooperation der beiden Frauen bezog sich auf die photographische Methode der Detektion ionisierender Teilchen. Für ihre methodischen Untersuchungen am Institut für Radiumforschung der Österreichischen Akademie der Wissenschaften in Wien erhielten Blau und Wambacher 1936 den Haitinger-Preis und 1937 den Lieben-Preis der Österreichischen Akademie der Wissenschaften. Ebenfalls 1937 entdeckten die beiden in gemeinsamer Arbeit in Photoplatten, die in einer Seehöhe von 2300 m der kosmischen Strahlung ausgesetzt worden waren, „Zertrümmerungssterne“, das sind sternförmig verlaufende Teilchenbahnspuren von Kernreaktionen (Spallationsereignissen) der Teilchen der kosmischen Strahlung mit Kernen der photographischen Emulsion. 

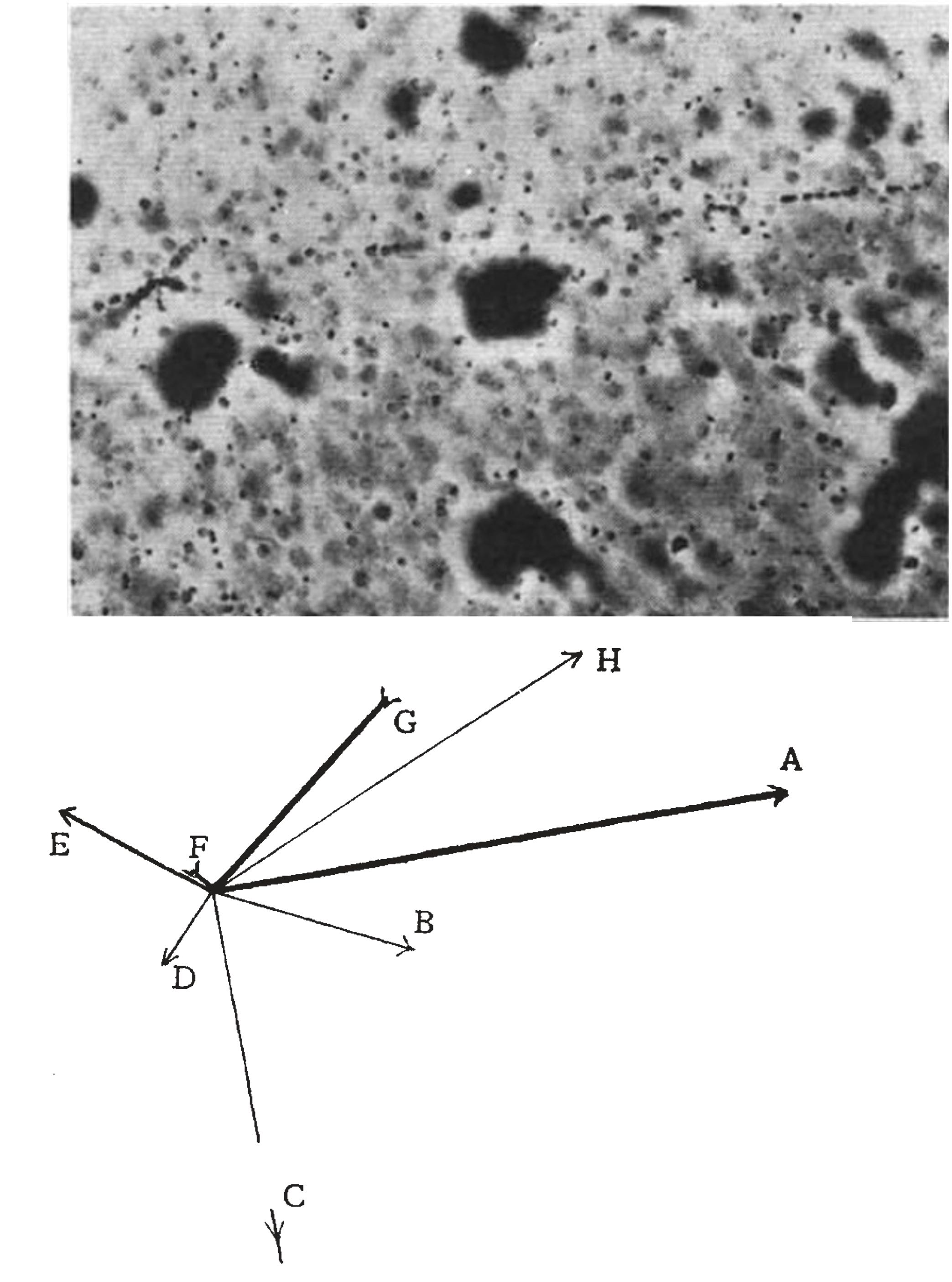

Nachdem Blau 1938 das Wiener Radiuminstitut hatte verlassen müssen, arbeitete Hertha Wambacher weiter über die Identifizierung von Teilchen aus den Kernreaktionen der kosmischen Strahlung mit den Bestandteilen der photographischen Emulsion. Sie habilitierte sich mit diesen Arbeiten 1940 und lehrte an der Universität Wien. Im Jahr 1945 wurde Wambacher von der Universität Wien entfernt, sie hatte nach eigenen Angaben seit 1934 der illegalen NSDAP angehört, am 15. Juni 1938 die reguläre Aufnahme in die NSDAP beantragt und war rückwirkend zum 1. Mai aufgenommen worden (Mitgliedsnummer 6.299.201). Wambacher wurde nach Russland verschleppt und soll von dort 1946 zurückgekommen sein. Sie erkrankte an Krebs, arbeitete aber noch in einem Forschungslabor in Wien.
Wambacher erlag ihrer Krebserkrankung am 25. April 1950. Sie wurde am Friedhof Hadersdorf-Weidlingau bestattet. Das Grab ist bereits aufgelassen.
1950 wurde sie von Erwin Schrödinger für den Physiknobelpreis vorgeschlagen.